# Teddie Gerard
Teddie Gerard (Buenos Aires, 2 de mayo de 1890 - Londres, 31 de agosto de 1942) fue una animadora y actriz y argentina de prinicípios de siglo XX, su nombre real era Teresa Cabre.

## Biografía
Su primera actuación fue en el Teatro Casino del complejo Broadway de Nueva York en febrero de 1909. Formó parte del coro de Havana. Más adelante ella fue la sucesora de Gaby Deslys como compañera de baile de Harry Pilcer.
También participó en la producción Midnight Frolic de Florenz Ziegfeld en el New Ámsterdam Roof de Nueva York en agosto de 1920.
Fue cantante y bailarinas en teatros de revista en Londres y en París en la década de 1910 y 1920. Ella interpretó The Wedding Glide and Eclipse escrita por E. Phillips Oppenheim.
En 1921 fue parte del elenco de la película de animación The Cave Girl.
También actuó en ''The Rat'', una producción teatral tomada de un trabajo escrito por David L'Estrange, puesta en escena en el Teatro Colonial de Londres en 1925.

## Vida privada
Se casó con Joseph Raymond, un agente teatral estadounidense en Newark, New Jersey, en 1908. Y posteriormente estuvo comprometida con el actor Tom Douglas en 1926 y dos años después con el capitán Archie Grant miembro de la Grenadier Guard del ejército británico.
Una infección pulmonar daño seriamente su pulmón derecho en marzo de 1929 y debió ser alojada en un geriátrico en la zona de West End en Londres. En 1942 a los 52 años, falleció tras una larga enfermedad.